# الكحول في السودان
كان الكحول في السودان غير قانوني على نطاق واسع منذ عام 1983، عندما أصدر الاتحاد الاشتراكي السوداني ذو الحزب الواحد مشروع قانون حظر الخمور، مما يجعل تصنيع وبيع واستهلاك أي شكل من أشكال الكحول للمواطنين المسلمين في البلاد غير قانوني.

## الحكومة الاستعمارية
خلال فترة السودان الإنجليزي المصري (1899-1956)، سنت الحكومة الاستعمارية البريطانية عدة تشريعات تحد من الكحول في البلاد:
- 1899: حظر الاستيراد والبيع دون ترخيص[2]
- 1903: حظر إنتاج وبيع جميع المشروبات الكحولية بدون ترخيص، بما في ذلك المشروبات التقليدية مثل الماريسا (بيرة الدخن)
- 1919: يحظر إنتاج أو بيع أو حيازة عراقي أو ماريسا بدون ترخيص